# Epilobium barbeyanum
Epilobium barbeyanum är en dunörtsväxtart som beskrevs av Joseph-Henri Léveillé. Epilobium barbeyanum ingår i släktet dunörter, och familjen dunörtsväxter. Inga underarter finns listade i Catalogue of Life.